# Place Occitane
Allée Georgette-Rivals
La place Occitane (en occitan : plaça Occitana) est une voie de Toulouse, chef-lieu de la région Occitanie, dans le Midi de la France. La promenade qui traverse la place d'est en ouest est connue comme l'allée Georgette-Rivals (en occitan : alèia Georgette Rivals).

## Situation et accès

### Description
La place Occitane et l'allée Georgette-Rivals sont deux voies publiques. Elles se trouvent au cœur du quartier Saint-Georges, dans le secteur 1 - Centre.

### Voies rencontrées
La place Occitane rencontre les voies suivantes, dans l'ordre des numéros croissants :
1. Rue Louis-Deffès
2. Rue Paul-Vidal
3. Rue Paul-Mériel
4. Rue Maurice-Fonvieille
5. Boulevard Lazare-Carnot
6. Rue du Rempart-Saint-Étienne
7. Rue des Pénitents-Blancs
8. Promenade des Capitouls

## Odonymie
Le nom de la place a été choisi en l'honneur de l'Occitanie et de la culture occitane, dont l'héritage était revendiqué et présenté positivement par les cercles culturels et politiques toulousains.
En 2019, l'allée centrale, qui relie l'accès de la rue Saint-Jérôme aux escaliers de la rue du Rempart-Saint-Étienne, est renommée en l'honneur de Georgette Rivals (1921-2018), conseillère municipale et régionale : née à Lagrave (Tarn), elle s'installe à Toulouse en 1936 et s'engage à la SFIO. À partir des années 1960, elle se rapproche de François Mitterrand et devient une figure des milieux socialistes toulousains. En 1977, elle est élue au conseil municipal sur la liste menée par Alain Savary. En 1979, elle intègre l'établissement public régional de Midi-Pyrénées.

## Histoire

### Époque contemporaine

#### XIXesiècleet première moitié duXXesiècle
En 1929, l'architecte et urbaniste Léon Jaussely, dans son « plan d'aménagement, d'embellissement et d'extension de Toulouse », identifie le quartier des Clottes comme insalubre. 

#### Deuxième moitié duXXesiècle
Après la Seconde Guerre mondiale, la municipalité menée par Raymond Badiou souhaite moderniser la ville et lance d'importants travaux de construction et d'aménagement afin de résoudre les problèmes de manque de logements, mais aussi de services et d'infrastructures. Le problème se pose tout particulièrement dans les quartiers les plus paupérisés du centre-ville, parmi lesquels le vieux quartier des Clottes. En 1955, dans le cadre de la politique menée par le ministère de la Reconstruction et du Logement, Raymond Badiou identifie ce quartier comme prioritaire, à cause du taux élevé d'insalubrité (60 % des logements). La population est plutôt âgée, avec des revenus faibles, vivant de petits métiers, et compte aussi un nombre important d'exclus ou de marginaux – mendiants, chômeurs, immigrés sans ressources. Le projet consiste aussi à faire du nouveau quartier le grand centre d'affaires de Toulouse où se côtoient des bureaux, des commerces, mais aussi des immeubles de logement. Le périmètre est également déterminé : il couvre une superficie de 5,8 hectares, compris entre la rue de Metz au sud, la rue du Rempart-Saint-Étienne à l'est, la rue Maurice-Fonvieille au nord et la rue Saint-Antoine-du-T. à l'ouest. Le plan de masse en est confié à l'architecte et urbaniste Louis de Hoÿm de Marien. Le nouveau quartier est représentatif de la réflexion sur la séparation des circulations et de l'urbanisme sur dalle. Il s'organise autour d'une vaste esplanade centrale, réservée aux piétons, mais en rupture avec le tissu urbain existant, accessible par plusieurs passages. La circulation automobile est séparée, mais les travaux doivent permettre la réalisation du premier parking souterrain de la ville, avec 1 600 places. Une galerie marchande occupe l'espace sous l'esplanade, tandis que des commerces se trouvent au rez-de-chaussée des immeubles. 
En 1958, cependant, l'élection à la mairie de Louis Bazerque, ralentit les projets de rénovation : le nouveau maire préfère soutenir la réalisation d'une nouvelle cité, le Mirail. Entre 1958 et 1971, la concurrence des deux projets du Mirail et de Saint-Georges conduit souvent, par manque de moyens financiers ou humains, à ralentir, voire à arrêter les travaux du deuxième. La société d'aménagement de Toulouse, la SETOMIP, est chargée de l'acquisition et de la viabilisation des terrains avant qu'ils soient vendus aux promoteurs immobiliers ou à des opérateurs publics. L'opposition des habitants au projet, qui refusent de vendre leurs terrains, conduit la SETOMIP à recourir fréquemment aux expropriations à partir de 1960. La population expulsée est forcée de trouver de nouveaux logements, particulièrement dans les nouveaux ensembles des quartiers de Bagatelle et de la Faourette. L'augmentation des prix des terrains, qui passent de 370 à 1430 francs le m² entre 1959 et 1968, rejaillit également sur le coût des logements, excluant définitivement les sociétés HLM et favorisant les promoteurs privés.  
En 1971, Pierre Baudis, élu contre Louis Bazerque, favorise la relance des travaux du quartier Saint-Georges. En 1973, les travaux de la place centrale sont engagés. Ils commencent par le coulage d'une ceinture de béton longue de 800 mètres et haute de 10 mètres. En sous-sol, trois niveaux de parking permettent la création de presque 900 places de stationnement. En 1976, la nouvelle place, quoique inachevée, est inaugurée. Située 6 mètres au-dessus du niveau des rues voisines, elle est réservée aux piétons et accessibles par plusieurs passages. Les immeubles de logement, réputés pour le confort et la qualité des aménagements, sont construits par plusieurs promoteurs toulousains : la résidence Saint-Georges par Roca, la résidence Le Donjon par Guibert. En 1978, la galerie marchande, qui occupe le sous-sol de la place, ouvre ses portes. Elle compte plusieurs magasins, dont un supermarché.
Les travaux de la place sont véritablement achevés en 1980. Mais son urbanisme sur dalle, en rupture avec le tissu urbain du centre-ville, et la lenteur des travaux rendent l'intégration du quartier difficile. Dans les années 1980, la place Occitane devient l'une des plaques tournantes du trafic de drogue à Toulouse. 

#### XXIesiècle
Au début du XXIe siècle, d'importants travaux sont engagés dans le centre commercial, qui voit sa surface s'agrandir. Entre 2004 et 2006, la dalle est réaménagée afin de laisser une plus grande place à la végétation. La fontaine du Rempart est démolie afin de permettre la restructuration de l'accès à la place depuis la rue du Rempart-Saint-Étienne. Dans le même temps, le centre commercial est restructuré, avec notamment la pose d'une verrière.
En 2017, le propriétaire de l'Espace Saint-Georges, la société Commerz Real Investment, confie au cabinet SUD Architectes une nouvelle opération de rénovation. 

## Patrimoine et lieux d'intérêt

### Immeubles
- no  6 : résidence Le Windsor. 
La résidence est construite sur les plans des architectes de l'Atelier 4 – Francis Castaing, Joseph Colzani, Robert Fort et Segundo Gonzales – entre 1974 et 1980, durant la dernière phase de l'aménagement du nouveau quartier Saint-Georges, entre la rue Paul-Mériel (actuels no 2-4) et la place Occitane. Il est représentatif d'une réflexion postmoderne qui prend corps à Toulouse dans la deuxième moitié des années 1970. La verticalité de la façade sur la rue Paul-Mériel, qui s'élève sur onze étages, est soulignée par les bow-window polygonaux et les trumeaux de briques jaunes[16].

- no  14-14 bis : résidence Le Donjon. 
La résidence, achevée en 1976, est construite sur les plans de l'Atelier des Architectes et Ingénieurs Associés, qui compte Fabien Castaing, Alexandre Labat et Pierre Viatgé. Il occupe une position privilégiée, à l'est de la place Occitane, dominant le carrefour des rues du Rempart-Saint-Étienne et Maurice-Fonvieille et du boulevard Lazare-Carnot. Il est représentatif d'une réflexion postmoderne qui prend corps à Toulouse dans la deuxième moitié des années 1970[17].